# Rhinoceros 3D
Rhinoceros 3D（ライノセラス・スリーディー）（Rhino/ライノ）とは、フリーフォームNURBSモデリングに強い商用の製造業向け3次元CADソフトウェア（3Dサーフェスモデラー）である。バージョン7以降は3DCGで一般的なサブディビジョンサーフェス（細分割曲面）にも対応している。
開発はRobert McNeel & Associates（TLM, Inc.）。日本での販売はアプリクラフトにより行われている。

## 概要
このソフトウェアは、一般的にインダストリアルデザイン、建築、造船、ジュエリーデザイン、カーデザイン、CAD / CAM、ラピッドプロトタイピング、リバースエンジニアリング、プロダクトデザインに使われているだけでなく、マルチメディアデザインやグラフィックデザインの業界でも使われている。
ビジュアルプログラミング言語であるGrasshopper (旧Explicit History) はRhinoceros上でジェネラティブアルゴリズムを構築するために重要な機能である (Rhino 5以前はプラグインとなっていた)。建築意匠の分野ではこのコンピューテーショナルデザインを容易に可能にする機能が最近の建築意匠の大きな潮流のひとつであるパラメトリックモデリングの発展の一端を担っている。また、Rhino 6ではDaniel Piker製の物理エンジンであるKangarooもGrasshopperに標準搭載されるようになった。
プラグインとしてFlamingo (レイトレーシングレンダラ)、Penguin (ノンフォトリアリスティックレンダラ)、Bongo (アニメーションツール)などが用意されている。
サードパーティー製のプラグインも100以上開発されている。ザハ・ハディッド建築事務所が東大門デザインプラザで用いたEvolute Toolsや、多くのレンダリングプラグイン (#レンダラー)が提供されている。CAMやコンピュータ数値制御用の外部プラグインも用意されており、ツールパスG-codeを直接Rhinocerosに読み込むことができる。
他のモデリングアプリケーションと同様、RhinocerosもMicrosoft Visual Basicを基本としたスクリプト言語をサポートしている。SDKもRhino development toolsの名で一般公開されている。

## 開発過程
Rhinocerosは1992年ごろに主に船舶デザイン向けのAutoCADプラグインとして開発されたのがはじまりである。AutoCADのユーザーインタフェースがフリーフォームモデリングには不向きであると判断したため、スタンドアロンのCADを開発することに決めた。。当初はフリーの、クローズドソースベータ版として配布されていた。その過程でユーザーによるデバッグや追加機能によってだんだんと開発されていった。
開発は進行中である。Rhinoceros 4では数年かけてサービスリリース/SR 9までアップデートされたが、バージョン5.0からは無数の大小アップデートが毎週のチェックにより自動で行われるようになっている。プレリリース版をリリース前に受け取るように設定することもできる。

## モデリングプラグイン

### Clayoo
ClayooはRhinoceros 3Dでサブディビジョンサーフェスを扱うためのGemvision製プラグインである。スカルプトにも対応しているほか、エンボス作成用のRhinoEmbossも統合されている。
元々TDM Solutions製であり、Clayooは同社のジュエリー用プラグインであるRhinoGoldにも同梱されていた。2015年、同社はジュエリーCADの開発元「Gemvision」の親会社であるStullerに買収され、その後RhinoGoldはMatrixと統合されてMatrixGoldとなり、ClayooもGemvisionへと移管された。
Rhinoceros 3Dが7でサブディビジョンサーフェスに標準対応すると、Clayooは単独製品が廃止されMatrixGoldの一部となった。

### T-splines for Rhino (Rhino 5以前)
T-splines for Rhinoは、Rhinoceros 3DでT-スプライン曲面を扱うためのプラグインである。国内総販売代理店はディプロス。
このプラグインは、元々T-spline社が開発を行っていたものの、2011年、T-spline社がAutodeskにより買収され、その後、AutodeskがFusion 360にT-spline技術を取り入れ、2016年にT-splineプラグインの開発終了を発表した。バージョン6でT-splinesは動作しない。

### Shape Modeling (Rhino 5以前)
Shape Modelingは、Rhinoceros 3DでクラスAサーフェスを扱うためのプラグインである。Shape Modeling 2.0で、形状解析用のVSR Analysisが統合された。
このプラグインは、元々VSR社が開発を行っていたものの、2013年、より高価なクラスAサーフェス対応CADソフト「Alias」を持つAutodeskに買収され、2016年に開発終了を発表した。

## レンダラー

### 公式

#### 無料
- Rhino Render - Rhinoceros内蔵の簡易レンダラー。
- RhinoCycles (Raytraced) - Rhino 6以降に搭載の写実的レンダラー。当初はビューポートレンダリングのみだったが、7以降は通常レンダリングも出来るようになった。オープンソースの3DCGソフトウェアであるBlenderに搭載されている写実的レンダラーCyclesのRhinoceros版。オープンソース。

### サードパーティー

#### GPUレンダリング対応
- V-ray
- Maxwell Render
- Thea Render
- KeyShot

#### その他
- Ocean (Eclat Digital) - フルスペクトルレンダリング及び偏光の再現に対応。

### 最新版未対応
- Artlantis - REDsdkエンジンを使用。Rhino 5向けのプラグインがある。
- FluidRay RT - Rhino 5向けのプラグインがある[11]。

### 開発停止中
- Hayabusa Renderer - nStylerのRhinoceros版。ディスコン[12]。
- Autodesk Realtime Renderer (旧VSR Realtime Renderer) - 開発終了が発表された[9]。
- Neon - PowerVR Brazil SDK (旧Brazil 3.0 SDK)ベースの公式ビューポートレンダラー。開発終了。
- Arion - Maverick Studioの前身。
- AIR - RenderMan 21未満と互換性のあるレンダラー。Rhino 4/5に対応。
- Radeon ProRender (旧AMD FireRender) - GPU対応レンダラー。Rhino版プラグインが提供されていた[13]。
- Brazil for Rhino - Brazil R/SのRhinoceros版。公式で販売されていた。コアの開発は終了しており、Rhino 6でも動く[14]ものの更なる発展は見込まれていない[14][15]。
- Penguin - Rhinoceros及びAutoCAD用の非写実的レンダラー。公式で販売されていた。Rhino 5以降、標準でビューポートに非写実的な表示モードが搭載されるようになった[16]ものの、PenguinもRhino 6まで使うことができた[17]。
- Flamingo nXt - nXtRender (旧AccuRender nXt) のRhinoceros版。販売終了[18]。
- Iray for Rhino[19] - NVIDIA Irayを使ったGPU対応レンダリングプラグイン。

## ファイルフォーマット
Rhinocerosのファイルフォーマット.3dmはNURBSジオメトリのやりとりを主眼に開発された。McNeel社によるオープンソースツールキットであるopenNURBS Initiativeを用いれば、KeyshotやSolidWorksのような他社のソフトでも開いたり編集したりできるようになっている。openNURBSは3DMフォーマットの仕様が含まれており、Windows、Windows x64、Mac、Linux上で利用できる。openNURBSのようなオープンな規格は投資家には評価されず、代わりにクローズドな（例えば3DS Maxの.maxのような）フォーマットを求められるが、McNeel & Associatesはベンチャーキャピタルにより投資されたベンチャー企業でも株式を公開した企業でもなく従業員により所有されたセルフファンドの企業であるため、オープンな姿勢を貫けるという。
Rhinocerosは次のファイルフォーマットを外部ソフトウェアなしに直接読み書きできる。
- ラスター画像形式: Windows bitmap (BMP)、Truevision TGA、無圧縮TIFF
- ベクター画像形式: Adobe Illustrator (AI) 形式、SVG、Windows Metafile[20][21]
- CAD形式: AutoCAD DWG/DXF、ACIS（英語版） SAT、MicroStation DGN、Parasolid（英語版） X_T (エクスポートのみ)、STEP、VDA-FS、IGES、Tebis（英語版）、Yamaha ESPRi[20][21]
- 3DCG形式: 3D Studio 3DS、Autodesk FBX、COLLADA、DirectX .x、LightWave Object (LWO)、Moray UDO、Wavefront OBJ、Stanford PLY、SketchUp SKP、GNU Triangulated Surface (GTS)、Solaris XGL[20][21]
- レンダラー向け: POV-Ray POV、RenderMan RIB[20][21]
- 3Dプリンター向け: 3D Systems STL、VRML、AMF、ZCorp ZRP[20][21]
- Web3D向け: Cult3D CD、VRML、X3D、Microsoft XAML[20][21]
- その他: ASTM E57、CSV (プロパティと流体静力学データ)、General HydroStatics (GHS)、KML、PDF、PTS、Recon M、SLC、NextEngine Scan、WAMIT GDF[20][21]

DWFとDWFxはサポートされていない。